# Yüksek Hızlı Tren
Yüksek Hızlı Tren sau YHT (tren de mare viteză) este serviciul feroviar de mare viteză din Turcia, operat de Căile Ferate de Stat din Turcia, care operează în prezent pe două linii: calea ferată de mare viteză Ankara-Istanbul și calea ferată de mare viteză Ankara-Konya.
YHT este singurul serviciu feroviar de mare viteză din Turcia, cu două tipuri de trenuri unități multiple electrice (EMU) care ating viteze de până la 250 km/h (modelul HT65000) sau 300 km/h (modelul HT80000).
La 13 martie 2009, prima fază a căii ferate de mare viteză Ankara-Istanbul a fost inaugurată între Ankara și Eskișehir. La 25 iulie 2014, serviciile feroviare de mare viteză Ankara-Istanbul au ajuns până la gara Pendik în partea asiatică a Istanbulului, iar la 13 martie 2019 serviciile au ajuns până la gara Halkalı în partea europeană a Istanbulului, trecând prin tunelul feroviar Marmaray pe sub strâmtoarea Bosfor. Au existat inițial 6 plecări zilnice în ambele direcții.
La 23 august 2011, a fost inaugurat serviciul YHT pe calea ferată de mare viteză Ankara-Konya.
Calea ferată de mare viteză în Turcia este încă în curs de dezvoltare, cu noi linii în curs de construcție sau în fază de planificare. Până în 2023, Ministerul Transporturilor și Infrastructurii se așteaptă ca sistemul feroviar de mare viteză al Turciei să crească la 10.000 de kilometri. 

## Istorie

### Origini
Istanbul și Ankara sunt cele mai mari două orașe din Turcia, având o populație totală de peste 16.500.000 de locuitori. Transportul între cele două orașe este la cote ridicate. Autostrada Otoyol 4 este o autostradă majoră între cele două orașe, iar ruta Ankara-Istanbul este cea mai aglomerată rută aeriană internă din țară. Traseul între Istanbul și Ankara pe cale ferată a fost pe o linie cu o singură cale, iar trenurile au avut întârzieri, de obicei, de la 30 de minute la 2 ore, plus durata medie de călătorie de 7 ore și 30 de minute. Transportul feroviar în Turcia era deja la punctul cel mai de jos, așa că în 2003 Căile Ferate de Stat din Turcia (TCDD) și Ministerul Transporturilor din Turcia au încheiat un acord pentru construirea unei linii de 533 km între cele două orașe. Linia a fost programată ca o linie dublă electrificată. Construcția a început în 2004 de la stația de metrou Esenkent (Istanbul) la Eskișehir. Linia a fost finalizată la 23 aprilie 2007.

### Testări și măsurători

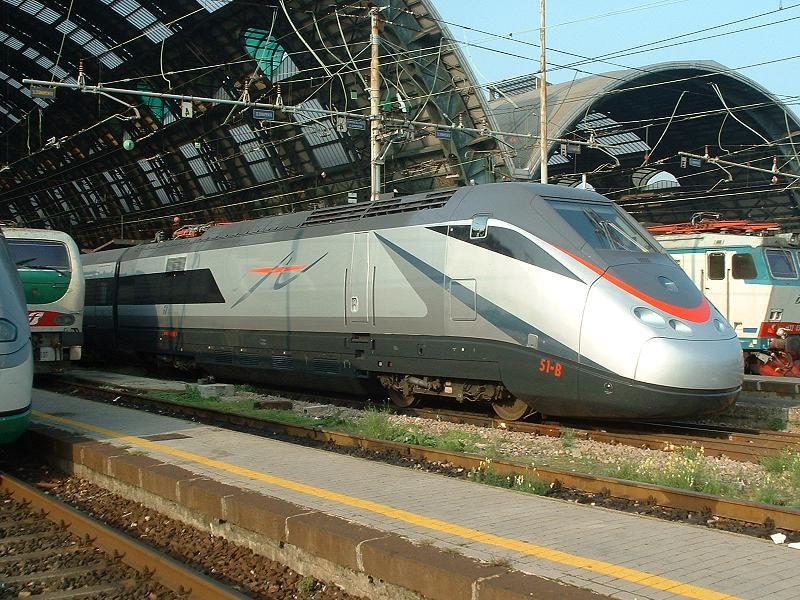
O garnitură de tren ETR 500 a fost folosită pentru testarea liniilor de mare viteză

La 28 februarie 2007, TCDD a început licitația pentru garnituri de trenuri de mare viteză pentru  a fi achiziționate de la alte rețele pentru a fi testate pe porțiunea finalizată a liniei de mare viteză.
La 30 martie 2007, TCDD a semnat un acord cu Trenitalia, o sucursală a Ferrovie dello Stato Italiane, Căile Ferate de Stat Italiene), pentru a închiria o garnitură de tren ETR 500 timp de 4 luni.
Prima cursă a fost de la Terminalul Haydarpașa din Istanbul până la Gara Centrală din Ankara, care a folosit porțiunea finalizată a liniei de mare viteză dintre Hasanbey și Esenkent.
La 14 septembrie 2007, ETR 500 Y2 a stabilit un record de viteză în Turcia, ajungând la 303 km/h. Acest test a fost pe larg mediatizat în Turcia.
La 20 noiembrie 2007, primele garnituri de trenuri de mare viteză TCDD HT65000 achiziționate de la Construcciones y Auxiliar de Ferrocarriles din Spania au ajuns în Turcia pe la stația de frontieră Kapıkule din Edirne și au fost ulterior testate înainte de darea lor în funcțiune la 13 martie, 2009.
În 2010, unul dintre trenurile YHT a fost transformat într-un tren de testare pentru a testa și măsura noile linii. Ministerul Transporturilor a cheltuit 14 milioane de lire turcești (aproximativ 7 milioane de euro la acea vreme) pentru instalarea echipamentului de testare și de măsurare pe tren, tren care a fost supranumit – pentru că este o tradiție să se dea un nume trenului de testare– „Piri Reis” după renumitul amiral și cartograf turc care a desenat unele dintre cele mai exacte și detaliate hărți ale Mării Mediterene și ale Americii la începutul secolului al XVI-lea.

### Denumire oficială
TCDD a solicitat oferte pentru numele serviciului de mare viteză. Din cele peste 100 de variante, cele cu cele mai mari voturi au fost: Türk Yıldızı (steaua turcă), Turkuaz (turcoaz), Yüksek Hızlı Tren (Tren de mare viteză), Çelik Kanat (Aripa de oțel) și Yıldırım (Fulgerul). TCDD a ales Yüksek Hızlı Tren ca nume al serviciului.

### Inaugurare
La 13 martie 2009, ceremonia de inaugurare a avut loc la Ankara; la festivități au participat președintele Abdullah Gül, prim-ministrul Recep Tayyip Erdoğan și ministrul transporturilor Binali Yıldırım. A început astfel prima fază a serviciului YHT între Ankara și Eskișehir.

## Călători
Până în 2015 numărul de călători a crescut în detrimentul serviciilor regulate de tren ale TCDD, dar nu a afectat numărul de călători al traficului aerian. Traficul ferviar a fost afectat din 2012, când toate serviciile către Istanbul au fost suspendate. O creștere accentuată a numărului de călători a avut loc după ce trenurile de mare viteză au început să funcționeze. S-a preconizat o nouă creștere în 2018 și 2019, cu garnituri noi de trenuri care vor deveni operaționale și cu deschiderea terminalelor Halkali și Haydarpasa din Istanbul. 

## Linii în funcțiune

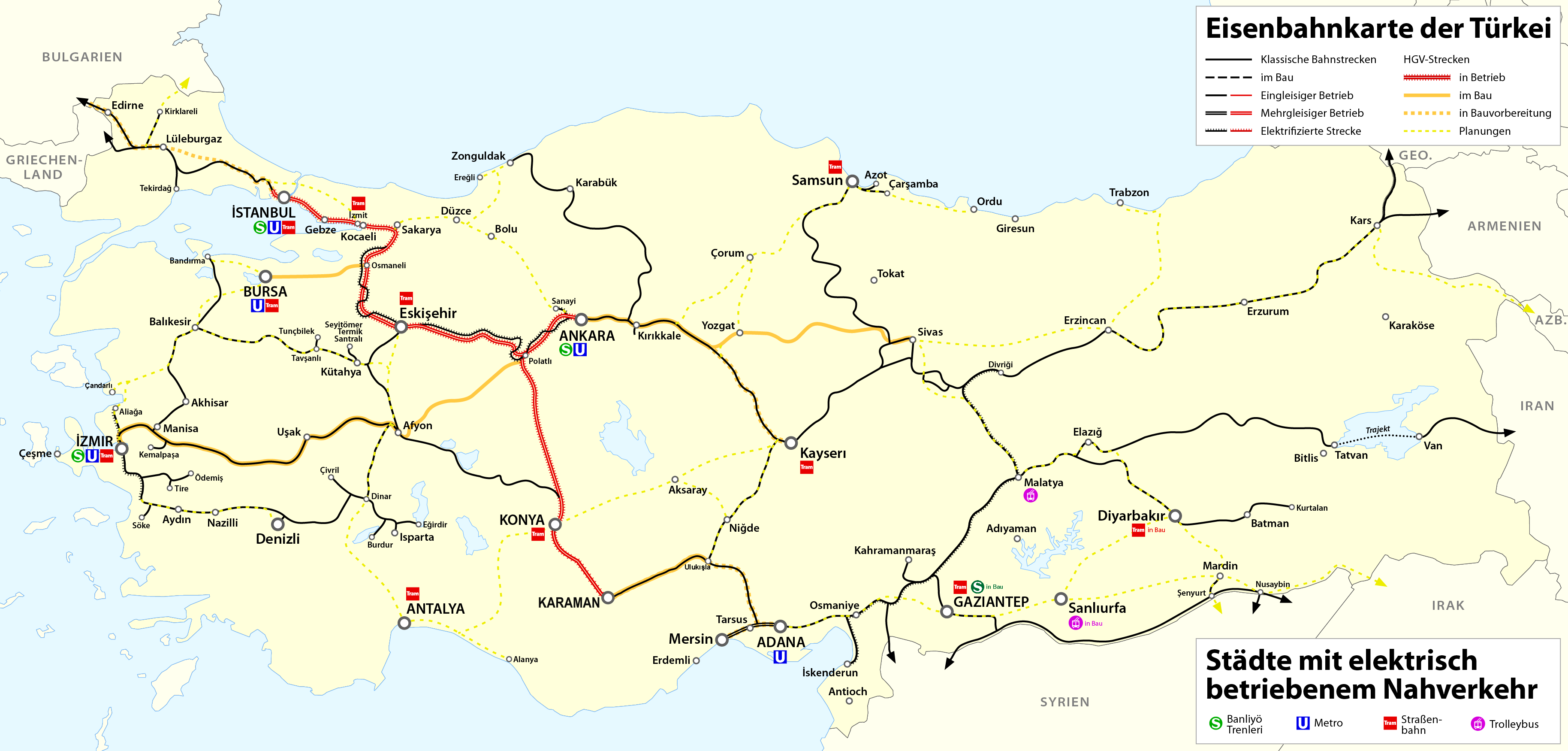
Rețeaua de căi ferate de stat din Turcia: Căi ferate de mare viteză în funcțiune, în construcție și în plan.

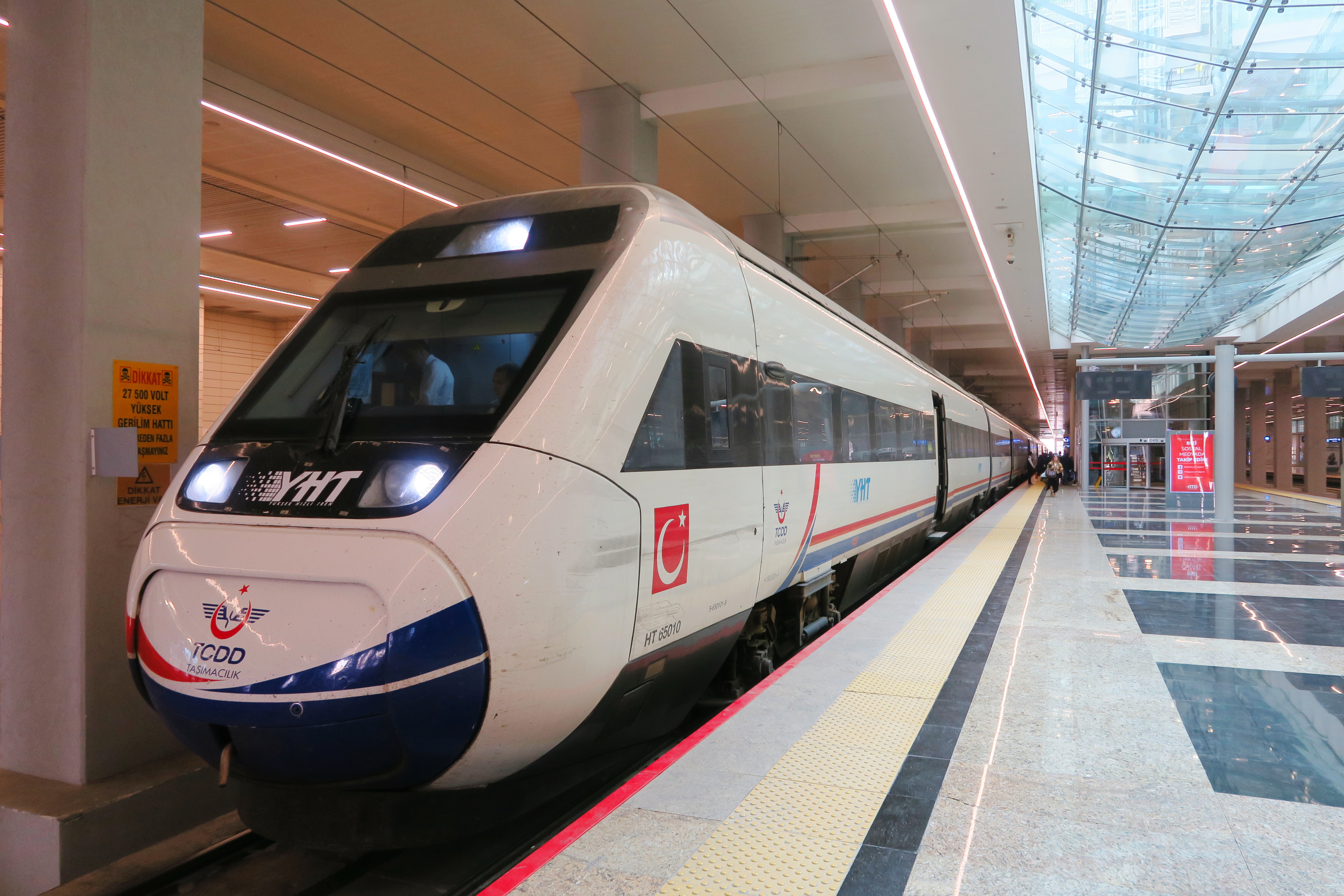
Un TCDD HT65000 la terminalul ATG din Ankara

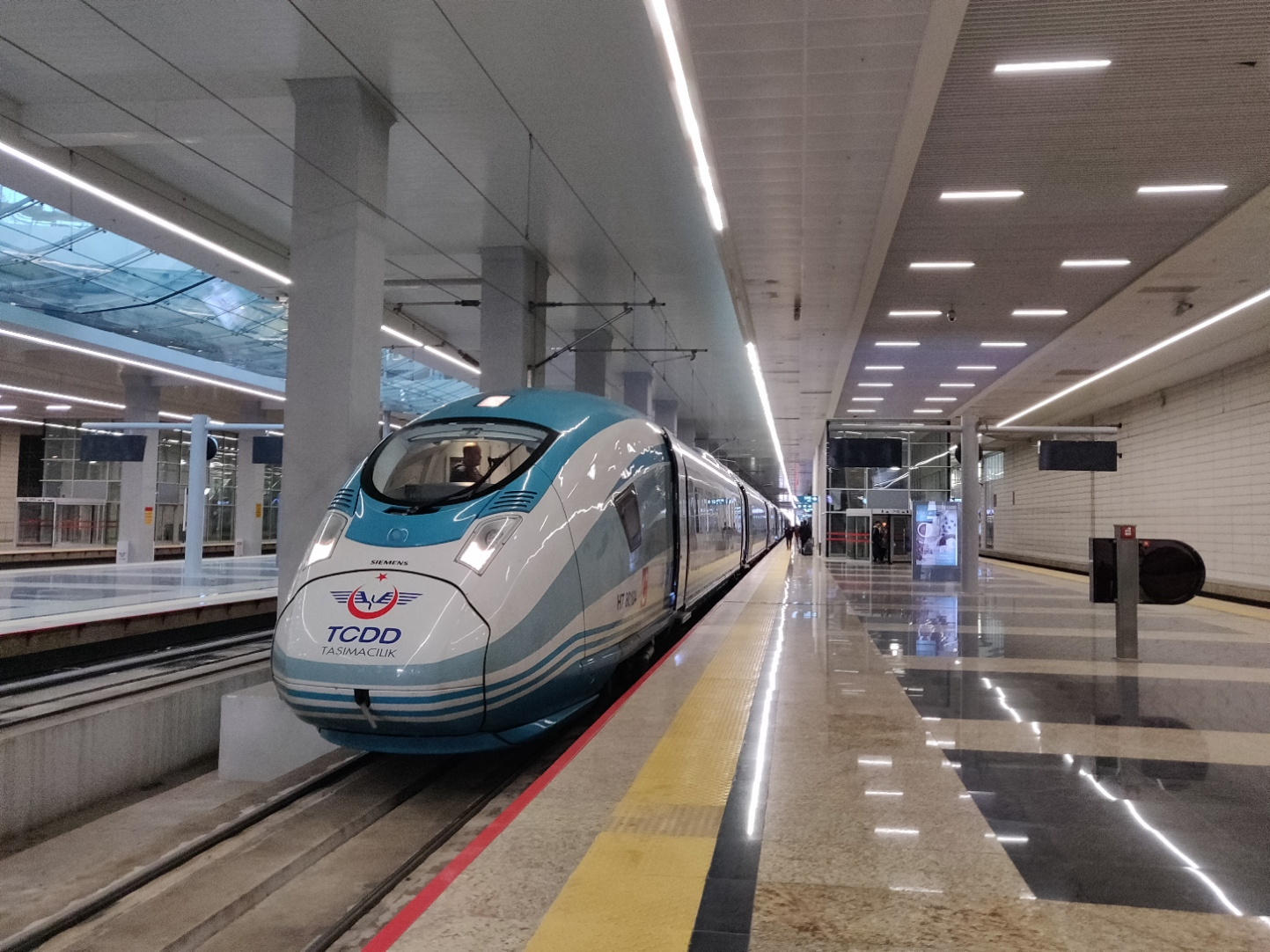
Un TCDD HT80000 la terminalul ATG din Ankara

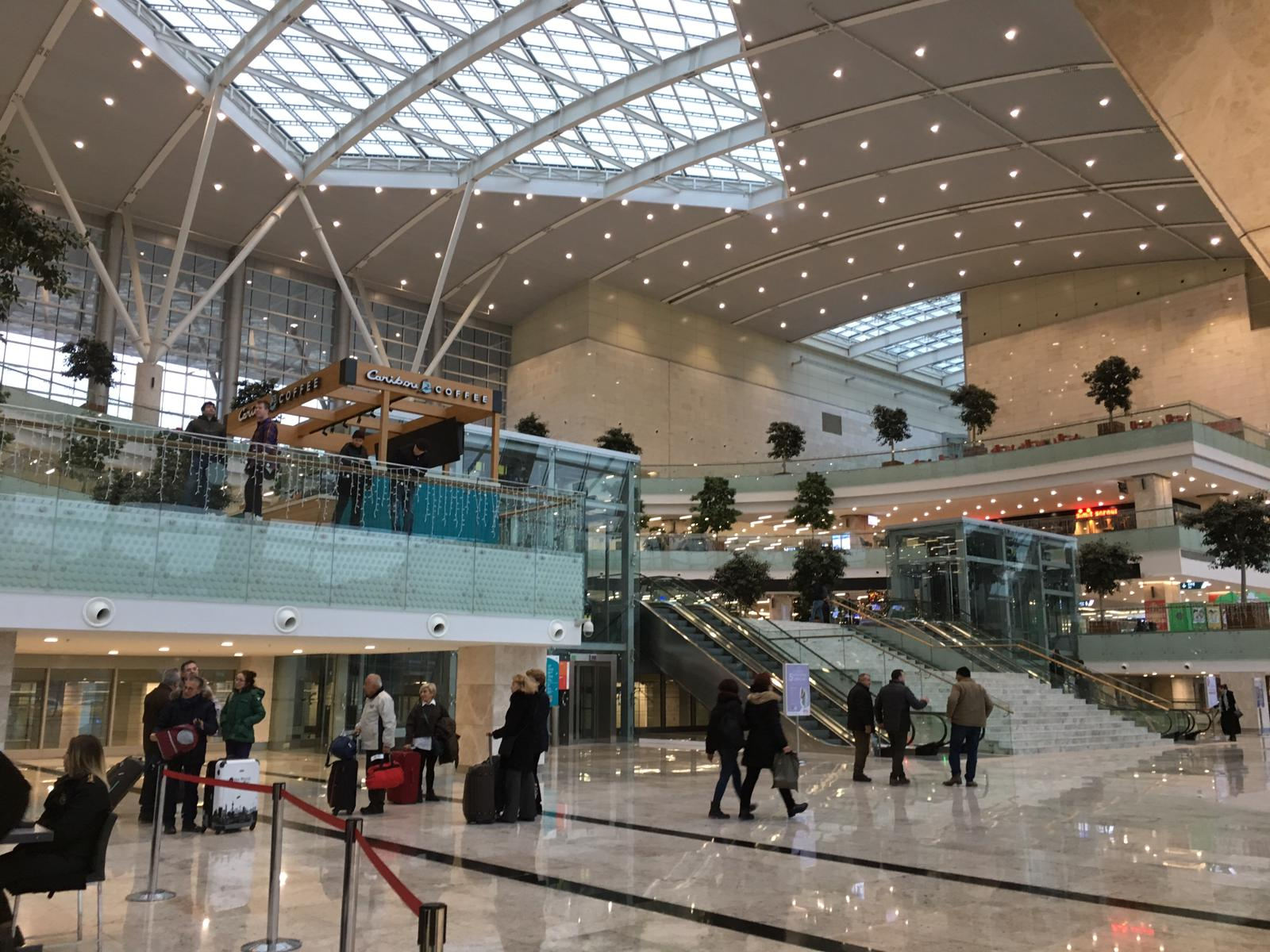
Terminalul ATG din Ankara este un nod feroviar al serviciile YHT ale Căilor Ferate de Stat din Turcia

| Linie                                         | Orașe/stații conectate              | Inaugurare     | Viteză maximă operațională | Tipul trenurilor |
| --------------------------------------------- | ----------------------------------- | -------------- | -------------------------- | ---------------- |
| Calea ferată de mare viteză Ankara – Istanbul | Sincan · Polatlı · Eskișehir        | 13 martie 2009 | 250 km/h                   | HT65000, HT80000 |
| Calea ferată de mare viteză Ankara – Istanbul | Vesirhan · Köseköy · Gebze · Pendik | 25 iulie 2014  | 250 km/h și 160 km/h       | HT65000, HT80000 |
| Calea ferată de mare viteză Ankara – Istanbul | Halkalı                             | 13 martie 2019 | 120 km/h                   | HT65000, HT80000 |
| Calea ferată de mare viteză Polatlı – Konya   | Konya                               | 23 august 2011 | 250 km/h                   | HT65000, HT80000 |

### Ankara-Eskișehir
Serviciul Ankara-Eskișehir a fost prima rută YHT și feroviară de mare viteză din Turcia, care a intrat în serviciu la 13 martie 2009. Traseul are cel mai frecvent serviciu de tren din întreaga rețea YHT, cu 13 trenuri zilnice în fiecare direcție, dintre care 8 merg și spre Istanbul, în timp ce doar 5 trenuri zilnice circulă între cele două orașe. Durata medie a călătoriei este de 1 oră și 29 de minute.

### Ankara-Istanbul
Înainte ca YHT să intre în funcțiune, durata medie a călătoriei între Istanbul și Ankara era de 7 ore și 30 de minute. Prin transferul de la trenul YHT la cel interurban (intercity) de la Eskișehir, durata medie a călătoriei între Istanbul și Ankara a scăzut la 5 ore și 30 de minute.  După finalizarea celei de-a doua faze a căii ferate de mare viteză Ankara-Istanbul (Eskișehir-Istanbul) în 2013, unele călătorii între Ankara și Eskișehir au fost prelungite până la Istanbul și YHT a început să ruleze pe ruta Ankara-Istanbul (Pendik) la 26 iulie 2014. Călătoria este acum redusă la doar 3 ore 49 minute. 

### Ankara-Konya
Traseul a fost pus în funcțiune la 23 august 2011 pe a doua linie de cale ferată de mare viteză construită în Turcia. Odată cu inaugurarea sa, durata călătoriei dintre aceste două orașe a scăzut enorm (în principal din cauza absenței anterioare a unei legături feroviare directe între cele două orașe).

### Istanbul-Konya
Linia a fost pusă în funcțiune la 17 decembrie 2014. Se oprește în fiecare stație de pe ruta sa în care serviciul YHT este prezent. Durata medie a călătoriei este de aproximativ 4 ore și 17 minute.

## Linii în construcție
Rețeaua feroviară de mare viteză a Turciei se extinde, cu alte trei căi ferate de mare viteză în construcție și mai multe planificate. Căile Ferate de Stat din Turcia intenționează să își mărească rețeaua de cale ferată de mare viteză până la 3500 de kilometri până în 2023.
| Linia                                                                            | Orașe/stații conectate                               | Inaugurare        | Viteză maximă operațională | Tipul trenurilor      |
| -------------------------------------------------------------------------------- | ---------------------------------------------------- | ----------------- | -------------------------- | --------------------- |
| Calea ferată de mare viteză Ankara-Sivas                                         | Kayaș · Kırıkkale · Yerköy · Yozgat · Sorgun · Sivas | 2020 (preconizat) | 140 km/h și 250 km/h       | TCDD HT80000          |
| Calea ferată de mare viteză Polatlı-Izmir                                        | Afyon · Ușak · Salihli · Tugutlu                     | 2021 (preconizat) | 250 km/h                   | HT65000, TCDD HT80000 |
| Bilecik - Căile ferate de mare viteză Bandırma                                   | Yenișehir · Bursa                                    | 2012-2023         | 250 km/h                   | HT65000, TCDD HT80000 |
| Bilecik - Căile ferate de mare viteză Bandırma                                   | Bandırma                                             | 2020-2023         | 250 km/h                   | HT65000, TCDD HT80000 |
| Calea ferată de mare viteză Istanbul – Edirne – Kapıkule – Svilengrad (Bulgaria) | Gara Çerkezköy · Gara Kapıkule · Gara Svilengrad     | 2019-2022         | 250 km/h                   | HT65000, TCDD HT80000 |

### Ankara-Sivas
S-a preconizat că serviciul feroviar de mare viteză Ankara-Sivas va începe să funcționeze la mijlocul anului 2020. Ruta cu o lungime de 467 de kilometri va reduce timpul de călătorie între cele două orașe de la 9 ore și 30 de minute la 2 ore și 50 de minute. Calea ferată a fost proiectată pe o rută mai dreaptă spre Sivas, prin Yozgat, ocolind Kayseri. Serviciul direct de la Istanbul la Sivas este, de asemenea, planificat să fie deschis, cu o durată estimată a călătoriei de aproximativ 5 ore.

#### Linia Sivas – Kars
Este planificată o prelungire spre est până la Kars de la linia Ankara - Sivas (după un studiu de fezabilitate realizat în 2006), care să treacă prin Erzincan și Erzurum. Se așteaptă ca linia să fie construită în trei faze. Acesta va fi electrificată și va avea cale dublă pe baza modelului standard de 250 km/h .
Construcția liniei Sivas - Erzincan a fost planificată pentru a începe în 2018.

### Ankara-Afyon-İzmir
Despre serviciul feroviar de mare viteză Ankara-İzmir s-a discutat de când a început construcția liniei ferate de mare viteză Ankara-Istanbul. Traseul lung de 570 km va reduce timpul de călătorie între cele două orașe de la aproximativ 13 ore la 3 ore și 30 de minute. Traseul va devia de la calea ferată de mare viteză Polatlı-Konya chiar la sud de nodul feroviar Polatlı și se va îndrepta spre vest, prin Afyonkarahisar. Calea ferată se va conecta la calea ferată İzmir-Afyon la Manisa și va continua spre İzmir împreună cu alte trenuri. Este planificat și un al doilea traseu spre Izmir. Această rută ar devia de la calea ferată la vest de Turgutlu și va intra în İzmir din est. Linia va circula subteran, paralel cu linia Halkapınar — Otogar a metroului din İzmir, conectându-se la calea ferată existentă la Halkapınar în centrul orașului.

### Linia de mare viteză Bilecik – Bursa-Bandırma
O nouă linie între Bursa și Bilecik Osmaneli este planificată să facă legătura cu linia de mare viteză Ankara-Istanbul; contractele au fost atribuite în 2011, iar construcția a început în 2012. Se așteaptă ca linia să fie inaugurată în 2023 și să fie capabilă de o viteză de operare de 250 km/h. Proiectul a fost revizuit și extins până la Bandırma în vara anului 2020. Lungimea totală a liniei revizuite este de 201 km.

### Linia de mare viteză İstanbul – Edirne – Kapıkule –Svilengrad(Bulgaria)
Linia de mare viteză Ankara-Istanbul urmează să fie extinsă cu 230 km de la Halkalı (o suburbie vestică a Istanbulului) până la granițele Turciei cu Bulgaria și Grecia în vecinătatea punctului de frontieră Kapıkule din provincia Edirne.  Timpii de călătorie vor fi reduși de la 5 ore la 1 oră, presupunând o călătorie non-stop de la Istanbul la punctul de frontieră.
Construcția a început în 2019 și se așteaptă să fie finalizată până în anul 2022.
O treime din investiția bugetată a fost realizată și  finalizată până în 2020.
Pentru trenurile de mare viteză, TCDD a avut în 2014 un buget de peste 1 miliard de lire turcești.
Conform planurilor oficiale (de la buget) și neoficiale (anunțate), 45 din 81 de capitale de provincii vor fi conectate prin servicii de mare viteză pe termen lung. 

## Proiecte de infrastructură conexe
Un alt proiect a fost magistrala Marmaray, care constă dintr-o rețea de transport feroviar în jurul Istanbulului și cel mai adânc tunel feroviar cu tuburi scufundate din lume sub strâmtoarea Bosfor. Construcția magistralei a început în 2004, cu o dată inițială de inaugurare planificată în aprilie 2009. Tunelul Marmaray conectează liniile de cale ferată de pe părțile europene și asiatice din Istanbul și din Turcia. În 2013, tunelul Marmaray a fost deschis, iar transportul de călători a început parțial pe un sector de 13.5 km dintr-un total de 76,5 km al proiectului Marmaray.  După mai multe întârzieri cauzate de descoperirea unor situri istorice și arheologice, prima fază a proiectului a fost inaugurată la 29 octombrie 2013. Este prima conexiune feroviară cu ecartament normal între Europa și Asia. A doua fază a proiectului a fost programată să fie inaugurată în 2015, dar lucrările au fost oprite în 2014. Lucrările au fost reluate în februarie 2017 și linia completă a fost inaugurată la 12 martie 2019.
O nouă stație de cale ferată de mare viteză a fost planificată să fie construită la Ankara (2009-2010), care urmează să fie finanțată în parteneriat public-privat. În plus, vor fi construite noi stații în İstanbul, Izmir, Edirne, Trabzon, Erzurum, Erzincan, Sivas, Kayseri, Antalya, Afyon și Polatlı. Mai mult, este în curs de desfășurare un proiect suplimentar numit Bașkentray, care constă în reînnoirea căilor ferate de 37 km în secțiunea urbană a capitalei Ankara.

## Serviciu și funcționare

### Limitări de viteză

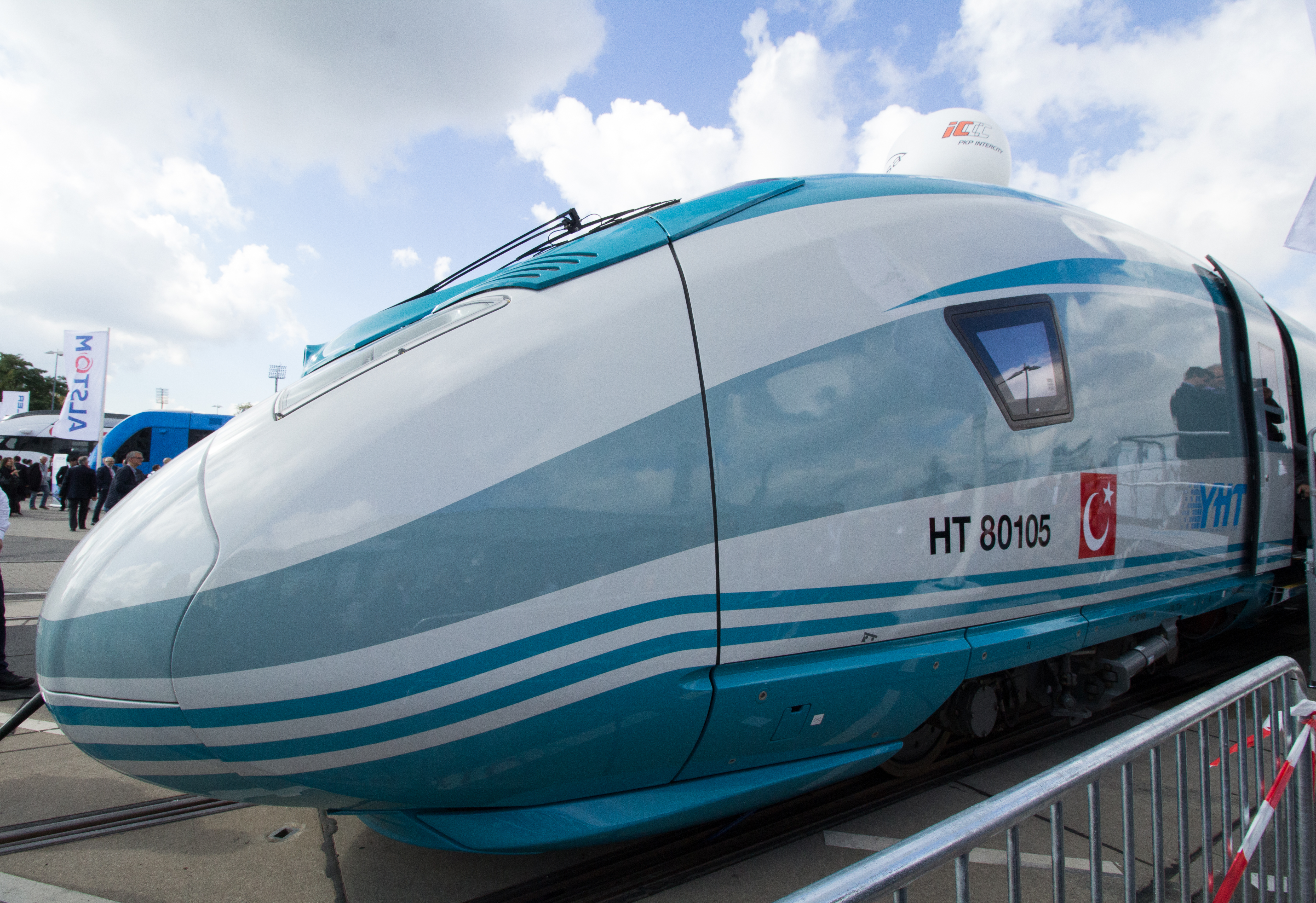
TCDD HT80000 (Siemens Velaro TR) are o viteză maximă de funcționare de 300 km/h

YHT funcționează la o viteză maximă de 300 km/h pe liniile de mare viteză. Însă YHT circulă și pe piste care nu sunt de mare viteză și/sau care au fost reînnoite, cum ar fi secțiunea Köseköy-Gebze a căii ferate de mare viteză Ankara-Istanbul, unde viteza maximă admisă este de doar 160 km/h. Unele restricții de viteză există, de asemenea, în secțiunile urbane, în timp ce se apropie de gara centrală, în special în Ankara și Istanbul, crescând astfel timpul călătoriei. Viteza în aceste secțiuni este proiectată să crească după finalizarea proiectelor de reînnoire în zonele urbane (cum ar fi Bașkentray și a ultima fază a magistralei Marmaray).

### Personal, funcționare și securitate

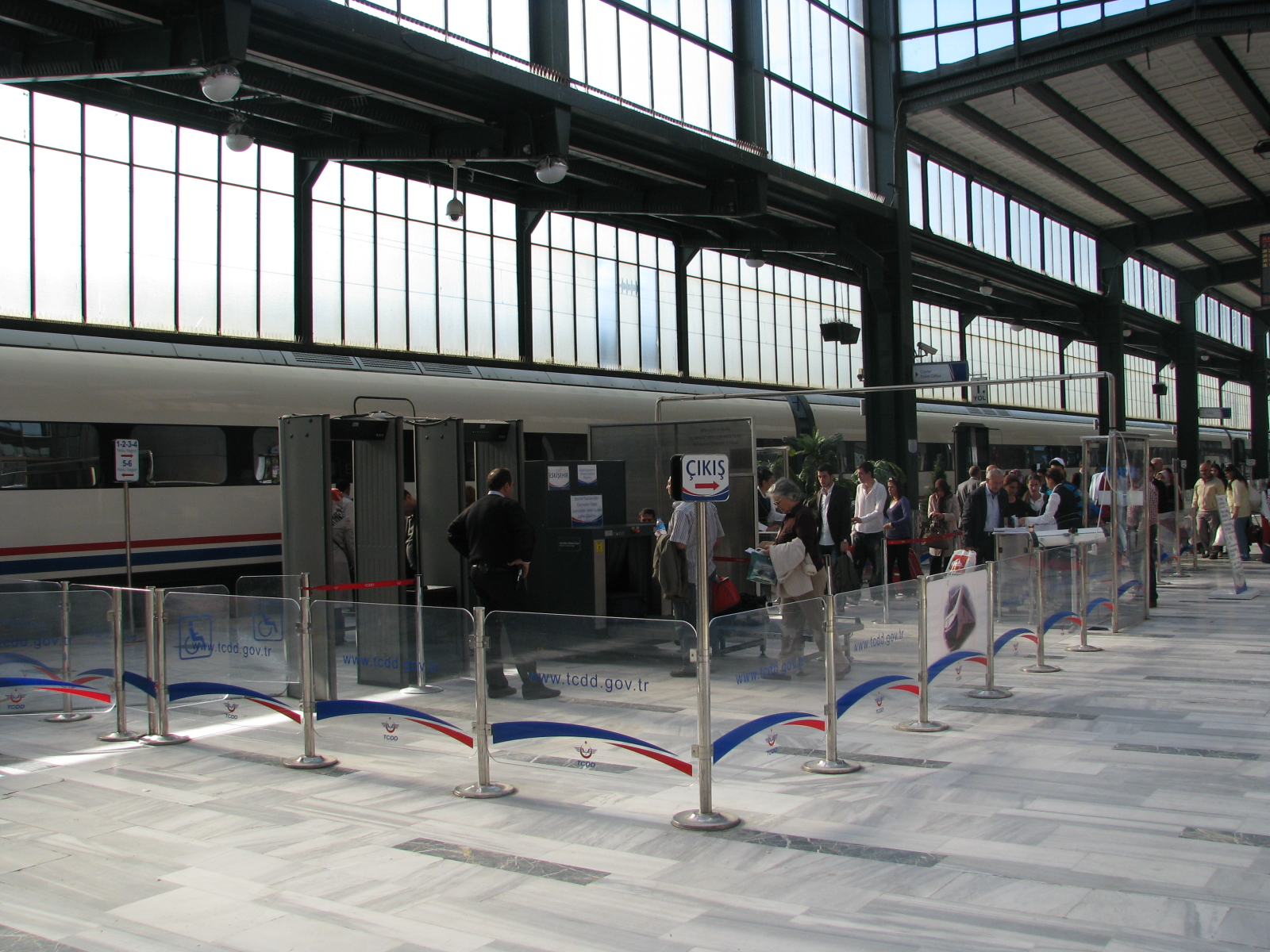
Un punct de control de securitate pentru pasagerii YHT la stația Ankara

În serviciul YHT, există de obicei un singur inginer de tren (doi pe unele trenuri), un șef de tren (absent în unele trenuri), doi însoțitori de tren și un lucrător în vagonul restaurant. Pasagerilor de la clasa Business li se servesc mese la locurile lor dacă solicită acest lucru în timp ce își cumpără biletele. Înainte de a urca în trenuri, călătorii trebuie să treacă printr-un control de securitate ca în aeroporturi. Întreținerea garniturilor se face la depoul Eryaman din Ankara.

## Trenuri
În prezent, există mai multe serii de trenuri de mare viteză folosite de serviciul YHT:
- TCDD HT65000, fabricat de Construcciones y Auxiliar de Ferrocarriles
- TCDD HT80000, fabricat de Siemens, comercializat la nivel mondial sub marca Siemens Velaro. Turcia a semnat, de asemenea, un contract pentru încă zece trenuri Velaro. Cu acest contract, flota turcă de trenuri Velaro va crește la 17 trenuri.[30]

Fiecare garnitură are vagoane cu cabine în față și în spate, vagoane pentru clasa a doua (mai ieftin) și vagoane pentru clasa întâi. În plus, unele garnituri HT80000 au compartimente clasa business cu 4 locuri fiecare. Scaunele din vagoane sunt aranjate câte 3 locuri pe un rând (1 pe o parte, 2 pe cealaltă parte) la clasa întâi și 4 locuri pe un rând (2 pe fiecare parte) la clasa economică (a doua). Ușile glisante automate asigură trecerea între vagoane. Bagajele pot fi depozitate în compartimentele deasupra scaunelor sau sub scaune. Serviciul Wi-Fi este disponibil cu intrări de alimentare pentru laptopuri la clasa întâi și clasa business și toate vagoanele au platforme de acces pentru scaunele cu rotile (dar cu locuri doar la clasa economică). La clasa economică, scaunele sunt acoperite cu țesături și au conectori audio și mese pliabile. La clasa întâi, se găsesc scaune acoperite cu piele și un sistem de difuzare video și audio care Latransmite cel puțin 4 ore de programe pe 4 canale diferite.